# 金禧
金禧（김희、キム・フイ)は、李氏朝鮮中期の両班。本貫は延安金氏。爵号は延城尉（연성위、ヨンソンウィ）。金安老の次男であり、孝恵公主の駙馬（夫）、儀賓である。

## 生涯
1520年1月22日孝恵公主の駙馬（夫）に議定し、翌年の旧暦11月に婚礼を挙行し、1521年2月4日延城尉に封爵された。孝恵公主は出産により産褥死し、生まれた娘の金善玉は後に文定王后の甥の尹百源に嫁いだ。父金安老が南袞と沈貞の弾劾によって京畿道豊徳に流刑が決まると、王世子（仁宗）を背景に中宗に訴えて、金安老は流刑を免れた。さらに1527年3月28日怨恨を抱いた金安老の扇動で東宮殿の亥方に焦げた鼠一匹をかけておいて、また水槽の木の部分に方書を作成し、歩いて王世子を罵倒する誹謗中傷を作った。亥方は王世子が亥年生まれであり、この日はは王世子の誕生日であり、鼠は王世子を意味した。これを灼鼠の変といい、敬嬪朴氏・福城君などが首魁として処刑され、後に沈貞も内通者として処刑される。

## 家系
| 続柄 | 続柄 | 続柄 | 続柄   | 諱     | 爵位     | 生没年                   | 備考 |
| ---- | ---- | ---- | ------ | ------ | -------- | ------------------------ | ---- |
| 祖父 | 祖父 | 祖父 | 祖父   | 金訢   |          |                          |      |
| 父   | 父   | 父   | 父     | 金安老 |          | 1481年 - 1537年          |      |
| 正妻 | 正妻 | 正妻 | 正妻   | 李玉荷 | 孝恵公主 | 1511年 - 1531年          |      |
|      | 一女 | 一女 | 一女   | 金善玉 |          |                          |      |
| 婿   | 婿   | 婿   | 尹百源 |        |          | 文定王后の弟尹元老の息子 |      |